# Lampe de Chabbat

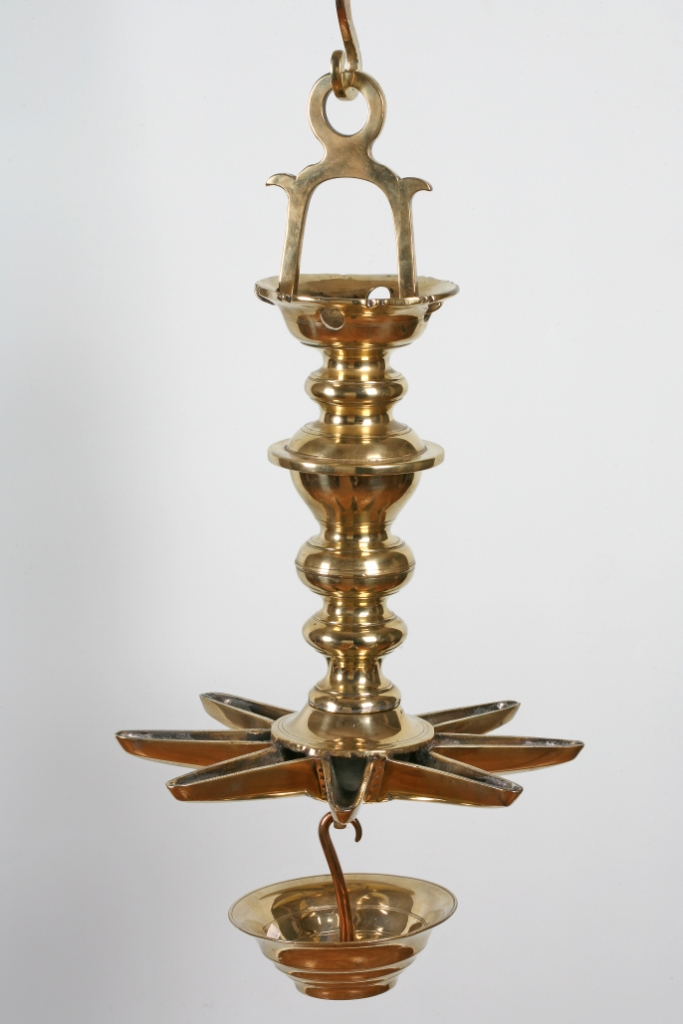
Lampe de Chabbat. Vallée du Rhin

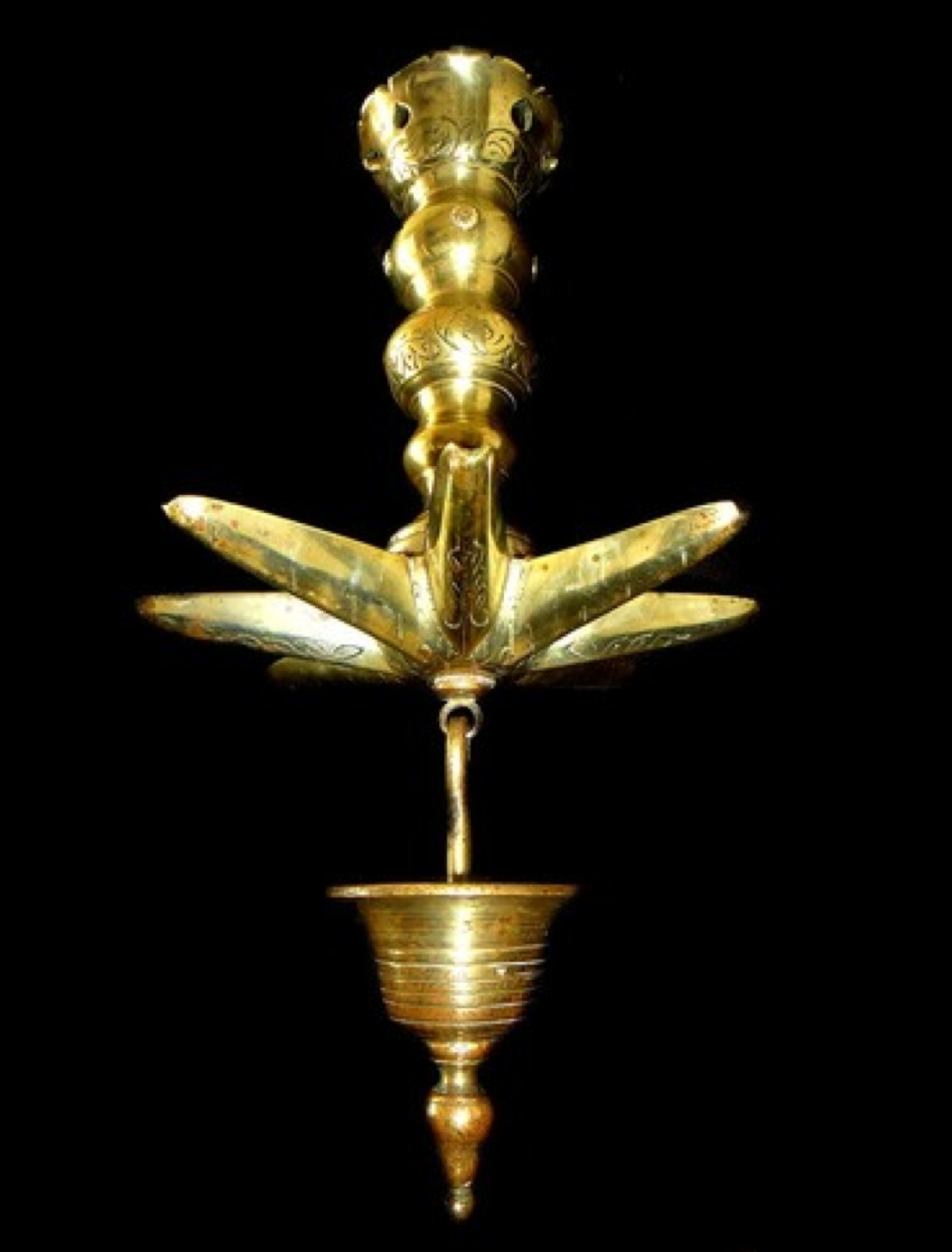
Lampe de Chabbat.
Vallée du Rhin, XVII-XIX.

La lampe de Chabbat, appelée aussi Shabbes Lamp en yiddish et Judenstern – étoile juive – en allemand, est un luminaire qui se présente sous la forme d’un lustre à huile comportant plusieurs branches placées en étoile et que l’on allume pour la célébration du Chabbat.

## Historique
Cette lampe apparaît dès le Moyen Âge, mais l’apogée de son utilisation se situe au XIXe siècle et on la rencontre dans tous les pays qui bordent le Rhin.

Connues sous le nom de Judenstern – étoile juive – ces lampes habituellement en bronze moulé, parfois en argent, en forme d’étoile à nombre variable de branches – de cinq à huit – fonctionnent avec de l’huile, et ont dans leurs branches une réserve d’huile et une mèches en quantité suffisante pour tout le Chabbat. L’huile qui pourrait déborder est recueillie dans un godet suspendu au-dessous de la lampe. 

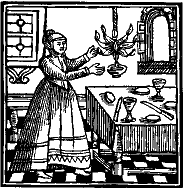
Allumage de la lampe de Chabbat. Bois gravé, Amsterdam 1695.

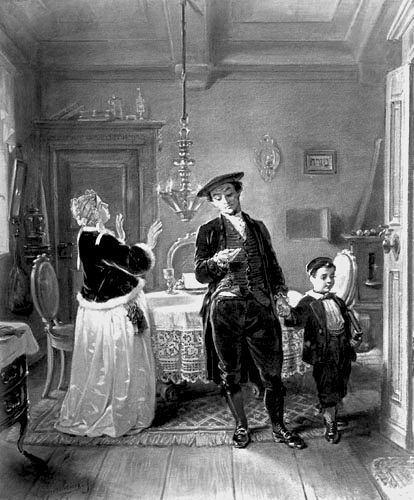
Moritz-Daniel Oppenheim,
Bénédiction des lumières et départ pour la synagogue, 1882.

Placée au-dessus de la table du repas, elle est allumée le vendredi soir au coucher du soleil par la maîtresse de maison. L’utilisation de la lampe de Chabbat est exclusivement réservé à cette fête. 
Un système de poulies ou de crémaillère permet de la remonter au plafond lorsqu’elle n’est pas utilisée. 
Avec l’arrivée de l’électricité au début du XXe siècle, ces lampes à huile furent souvent électrifiées.

### Représentations dans l’art
De nombreux artistes du XIXe siècle ont représenté la Judenstern dans leurs scènes de la vie quotidienne, comme Alphonse Lévy, Édouard Moyse, Moritz-Daniel Oppenheim et d’autres.